# Roofing-Filter
Roofing-Filter, von englisch roofing filter (deutsch wörtlich „Überdachungsfilter“), gelegentlich auch „Dachfilter“ genannt, ist ein aus dem Englischen übernommener Fachbegriff, der speziell im Amateurfunk Verwendung findet. Damit wird ein besonderes Bandpassfilter bezeichnet, das innerhalb von einigen Empfangsgeräten (Empfängern) oder auch im Empfangsteil von Transceivern (Sendeempfängern) zum Einsatz kommt.
Der Name leitet sich davon ab, dass es ähnlich wie ein Dach (englisch roof) das Nutzsignal vor unerwünschten Störungen sozusagen „von außen“ schützt.

## Technik

Blockschaltbild eines traditionellen Amateurfunk-Empfängers (Doppelsuperhet). Das Roofing-Filter, hier ein breitbandiges Quarzfilter, ist der dritte Block von links nach der Antenne.

Zweck des Roofing-Filters ist es, das Nutzsignal, also beispielsweise beim Sprechfunk die übertragene Sprachinformation, möglichst früh im Empfänger von unerwünschten Störsignalen zu befreien. Zu Letzteren zählen auch benachbarte Trägersignale, deren Amplitude nicht selten größer ist als die des Nutzsignals, und die über die angeschlossene Antenne als Teil des empfangenen Hochfrequenzsignals (HF-Signal) in den Empfänger gelangen.
Um eine gute Filterwirkung zu erzielen, muss das Roofing-Filter schmalbandig sein und sollte eine hohe Sperrdämpfung aufweisen, am besten so, dass nur das Nutzsignal passieren kann und alle Störsignale unterdrückt werden. Diese Anforderung erfüllen Quarzfilter sehr gut, allerdings ist deren Durchlassfrequenz nicht variabel. Deshalb können sie nicht bereits für das (frequenzvariable) HF-Signal genutzt werden.
Bei Überlagerungsempfängern (Superhet) mit, wie im Bild, zwei Mischstufen (Doppelsuperhet), wie sie lange Zeit in der Amateurfunktechnik und auch in der Rundfunkempfangstechnik gang und gäbe waren, wird das Nutzsignal durch den ersten Mischer vom Hochfrequenzbereich (HF) in den Zwischenfrequenz-Bereich (ZF) verschoben. Bei Amateurfunkempfängern, die üblicherweise den Eingangsfrequenzbereich von 100 kHz bis 30 MHz abdecken, liegt die ZF um mehr als das Doppelte oberhalb der HF, beispielsweise bei 70 MHz, um Spiegelsignale unterdrücken zu können. (Dieses Empfangskonzept mit „oben liegender“ ZF wird übrigens auch bei Spektrumanalysatoren genutzt.)
Wichtig ist, dass aufgrund des zur Mischung verwendeten Lokaloszillators (LO) die Frequenzumsetzung so geschieht, dass die ZF konstant ist, also eine feste Frequenz aufweist, im Gegensatz zur variablen HF. Dies gelingt durch geeignete Frequenzabstimmung des LOs „parallel“ zur Empfangsfrequenz (HF). Somit ist es möglich, das Roofing-Filter als erstes Zwischenfrequenz-Filter unmittelbar hinter dem ersten Mischer anzuordnen (im Bild der dritte Block von links nach der Antenne).
Die Bandbreite eines Roofing-Filters im Amateurfunk beträgt typisch 2,8 kHz für SSB (Einseitenband) und 500 Hz bei CW (Morsetelegrafie). Bei Kurzwellenempfängern für den Rundfunkempfang sind Bandbreiten von 6 bis 20 kHz anzutreffen.
Moderne Empfänger, die die Technik des Software Defined Radio (SDR) mit direkter digitaler Umsetzung (HF-Direktabtastung) nutzen, wie beispielsweise der Icom IC-7300, kommen ohne Roofing-Filter aus.